# Strophanthus nicholsonii
Strophanthus nicholsonii är en oleanderväxtart som beskrevs av E. M. Holmes. Strophanthus nicholsonii ingår i släktet Strophanthus och familjen oleanderväxter. Inga underarter finns listade i Catalogue of Life.